# 轟賢二郎
轟 賢二郎（とどろき けんじろう、1975年9月1日 - ）は、千葉県出身のセーリング選手。2004年アテネオリンピックセーリング男子470級銅メダリスト。京都産業大学経済学部卒業。
2004年アテネオリンピックでは関一人と組み、日本男子初のメダルを獲得。